# Miguel Salmon del Real
Miguel Salmon Del Real (Ciudad de México, 1978) es un director de orquesta mexicano, hijo de un ingeniero industrial y una psicóloga, quienes de jóvenes estudiaron piano y canto respectivamente.
Salmon Del Real es uno de los directores de mayor solidez de su generación, compositor, musicólogo e investigador; un verdadero músico completo. Posee títulos profesionales y cursos maestros en dirección de orquesta, dirección de coro, canto gregoriano, composición y musicología de México, Italia, Países Bajos, Francia y Suiza.
Como director huésped ha dirigido cerca de 50 orquestas en 16 países, además de 20 coros, 11 ensambles y 240 solistas provenientes de 30 nacionalidades. Ha estrenado más de 115 obras escritas en el siglo XXI por 80 compositores mexicanos vivos, y rescatado obras históricas como la segunda ópera de Ricardo Castro La Leyenda de Rudel, y el segundo concierto de violín de Julián Carrillo.
Ha estrenado más de cien obras de compositores originarios de varias partes del mundo y ha dirigido orquestas, coros y ensambles en los Países Bajos, Polonia, Alemania, Rusia, Portugal, Francia, República Checa, Reino Unido y México. Es conferencista, docente y autor de diversas obras musicales y de escritos teóricos en materia de arte y cultura.
En 2012, por decisión unánime, fue ganador del primer Concurso para Directores Mexicanos de la Orquesta Sinfónica Sinaloa de las Artes.

## Trayectoria
·      47 orquestas dirigidas en 16 países
·      Más de 230 solistas dirigidos de cerca de 30 nacionalidades
·      Más de 115 estrenos absolutos de obras del siglo XXI de 80 compositores mexicanos vivos.
·      98 escenarios en 58 ciudades

### Estudios en México
Inició sus estudios formales en la Escuela de Música Sacra de México del Instituto Cardenal Miranda en 1996, donde aprendió, con el profesor Xavier González («el padre Xavier»), dirección coral, piano, musicología, dirección orquestal, composición con Juan Trigos y Víctor Rasgado, piano con Gustavo Morales e idiomas. A su vez, tomó el taller de estudios polifónicos de Humberto Hernández Medrano y varios cursos humanísticos con Ernesto de la Peña, en 2023 estudió la Maestría en Historia del Pensamiento en la Universidad Panamericana.

### Estudios en Europa
En 2002, fue invitado como alumno a Francia y en 2005 el Conservatorio de La Haya, Holanda, le otorgó el título de licenciatura en Composición Musical (Ayres, Barlow, van Bergeijk y Wagennar), donde en 2003 fundó el Nederlandse Nieuwe Muziek Groep y donde se asentó para realizar estudios adicionales de composición algorítmica (con Paul Berg) y psicoacústica (con Bert Kraaipoel) en el Curso Anual de Sonología de dicho Conservatorio.
Eventualmente, fue invitado por Pierre Boulez en 2005 y de nuevo por Péter Eötvös en 2007, para participar activamente en los cursos maestros de Dirección Orquestal de la Academia del Festival de Lucerna en donde dirigió algunas de las mayores obras orquestales del siglo XX, como Amériques, de Edgar Varèse, y Gruppen, de Karlheinz Stockhausen convirtiéndose así, en el primer joven director seleccionado dos veces para participar en dichos cursos.
Posteriormente, el fallecido Pierre Boulez, con quien mantuvo siempre una constante relación de aprendizaje en diversos proyectos en Francia, Países Bajos y Suiza, expresó en 2006: "Ha demostrado ser un músico serio y talentoso."
En 2009 recibió el grado de Maestría en Dirección Orquestal por el Conservatorio de Ámsterdam (teniendo como tutor a Lucas Vis, asistente de Bruno Maderna, este a su vez alumno de Hermann Scherchen). Su tesis para obtener este grado se intituló "A review of old new ideas in music composition. Classic innovations along time: Julián Carrillo and his mind" (Una revisión de las antiguas nuevas ideas en composición musical. Innovaciones clásicas con el tiempo: Julián Carrillo y su mente) y tiene su base en el estudio integral de escritos y obras de dicho compositor compilados en el archivo respectivo.

### Sus profesores
Estudio con distintos maestros en Europa, como los holandeses Reinbert de Leeuw 2003, Ed Spanjaard 2004-2007 y Arie van Beek (2007); los húngaros Peter Eötvös (2005-2007), Zsolt Nagy (Conservatorio de París, 2006-2007) e Itsván Parkai (2007), así como al francés Pierre André Valade (2007) y el finlandés Jorma Panula (ya en México en 2009).

### Cargos
- 2017-2023: Orquesta Sinfónica de Sinaloa / Director titular
- 2016-2017: Secretaria de Cultura del Gobierno de la Ciudad de Morelia, Michoacán / Secretario
- 2012-2015: Orquesta Sinfónica de Michoacán / Director titular
- 2009-2012: Ensamble Nuevo de México / Fundador y Director titular
- 2009-2011: Orquesta Sinfónica de la Escuela Superior de Música / Director asistente
- 2002-2005: Nederlandse Nieuwe Muziek Groep / Fundador y Director titular

### Docencia
- 2020: Conservatorio de las Rosas, Dirección de Orquesta / Morelia, Michoacán, México
- 2011-2012: Instituto Tecnológico de Estudios Superiores de Monterrey (ITESM) / Ciudad de México
- 2010-2012: Centro de Investigación y Estudios de la Música (CIEM) / Ciudad de México
- 2009-2011: Escuela Superior de Música (INBA) / Ciudad de México

#### Conferencias
- 2015: 13 ideas desconocidas de y acerca de Julián Carrillo / Palacio de Bellas Artes, Ciudad de México
- 2014: 13 ideas desconocidas de y acerca de Julián Carrillo / Conservatorio de las Rosas, Morelia
- 2013: Compositores de México. Un panorama actual / Universidad Autónoma Metropolitana (UAM), Cd. de México
- 2012: La música como catalizador social / Universidad Autónoma Metropolitana (UAM), Ciudad de México
- 2011: Julián Carrillo: clásicas nuevas ideas / CENIDIM, Ciudad de México

## Nuevos proyectos

### Producciones discográficas
- “México Vivo Siglo XXI”. Obras de compositores mexicanos vivos. Orquesta Sinfónica Estudio 13  Producción: Estudio 13 (Ciudad de México)  Estudios Churubusco

### Proyectos Editoriales
- Salmon Del Real, Miguel. El Canto Eterno de la Gran Música. Ed. Andraval Ediciones, 2023. Sinaloa, México.

- Salmon Del Real, Miguel, "Alfredo Arreguín, un nicolaita en Morelia". Deber de Plenitud. La Universidad Michoacana y la Ciudad de Morelia 1917-2017.Universidad Michoacana de San Nicolás de Hidalgo. Ed. Silla Vacía, Morelia, México. (2017), pp. 313-314.

- Salmon Del Real, Miguel (Coordinación general). Orquesta Sinfónica de Michoacán, Memoria 2012-2015.Secretaría de Cultura de Michoacán. Ed. Morevalladolid, 2015. Morelia, México.

- Salmon Del Real, Miguel, "Presentación". Pre-textos. Secretaría de Cultura de Michoacán, Premios Michoacán -Literatura 2014. Ed. Gráficos Moreno, 2013. Morelia, México.

Columna "Sin Bemoles" publicada en "El Heraldo De México"
1.“Boulez, presente tras su partida” (22 de enero de 2021):
https://heraldodemexico.com.mx/opinion/2021/1/22/boulez-presente-tras-su-partida-247897.html

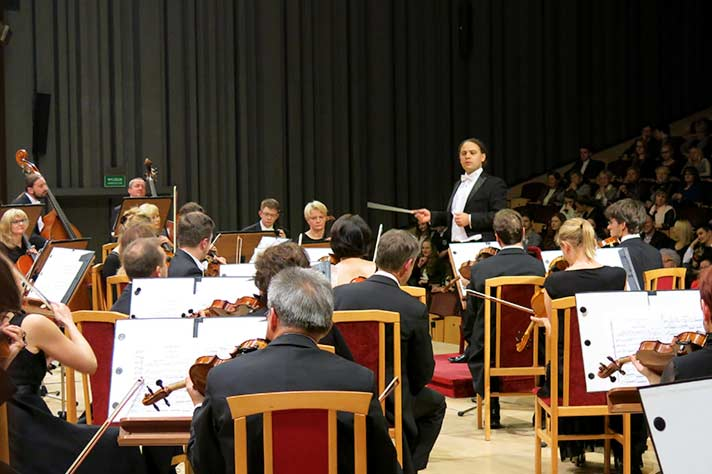
Filharmonia Kaliska, Polonia, 2015

2.“Julián Carrillo: 13 ideas desconocidas del creador del Sonido 13” (29 de enero de 2021)-
https://heraldodemexico.com.mx/opinion/2021/1/29/carrillo-13-ideas-desconocidas-del-creador-del-sonido-13-250666.html
3.“Hernández-Medrano–IN MEMORIAM” (12 de febrero de 2021):
https://heraldodemexico.com.mx/opinion/2021/2/12/hernandez--medrano-in-memoriam-256550.html
4.“El corazón que Szeryng dejó en México” (26 de febrero de 2021):
https://heraldodemexico.com.mx/opinion/2021/2/26/el-corazon-que-szeryng-dejo-en-mexico-262769.html
5.“De la Venecia Barroca al Buenos Aires Porteño: Vivaldi, Piazzolla y sus Cuatro Estaciones” (12 de marzo de 2021):
https://heraldodemexico.com.mx/opinion/2021/3/12/de-la-venecia-barroca-al-buenos-aires-porteno-vivaldi-piazzolla-sus-cuatro-estaciones-268818.html
6.“De la música y la educación en Aristóteles” (26 de marzo de 2021):
https://heraldodemexico.com.mx/opinion/2021/3/26/de-la-musica-la-educacion-en-aristoteles-275452.html
7.“De la música y la educación en Aristóteles (Segunda parte)” (16 de abril de 2021):
https://heraldodemexico.com.mx/opinion/2021/4/16/de-la-musica-la-educacion-en-aristoteles-segunda-parte-284802.html
8.“De la música y la educación en Aristóteles (Última parte)” (30 de abril de 2021):
https://heraldodemexico.com.mx/opinion/2021/4/30/de-la-musica-la-educacion-en-aristoteles-ultima-parte-290631.html
9.“Morir sin morir del todo: Virgilio, Horacio y Ovidio” (14 de mayo de 2021):
https://heraldodemexico.com.mx/opinion/2021/5/14/morir-sin-morir-del-todo-virgilio-horacio-ovidio-295852.html
10.“Morir sin morir del todo: Virgilio, Horacio y Ovidio (Segunda parte)” (28 de mayo de 2021):
https://heraldodemexico.com.mx/opinion/2021/5/28/morir-sin-morir-del-todo-virgilio-horacio-ovidio-segunda-parte-300658.html
11.“Morir sin morir del todo: Virgilio, Horacio y Ovidio (Tercera parte)” (11 de junio de 2021):
https://heraldodemexico.com.mx/opinion/2021/6/11/morir-sin-morir-del-todo-virgilio-horacio-ovidio-tercera-parte-305595.html
12.“Morir sin morir del todo: Virgilio, Horacio y Ovidio (Cuarta parte)” (25 de junio de 2021):
https://heraldodemexico.com.mx/opinion/2021/6/25/morir-sin-morir-del-todo-virgilio-horacio-ovidio-cuarta-parte-309957.html
13.“Los hombres mueren primero (Primera parte)” (16 de julio de 2021):
https://heraldodemexico.com.mx/opinion/2021/7/16/los-hombres-mueren-primero-primera-parte-316705.html
14.“Los hombres mueren primero (Segunda parte)” (30 de julio de 2021):
https://heraldodemexico.com.mx/opinion/2021/7/30/los-hombres-mueren-primero-segunda-parte-321056.html
15.  "Música nueva para nuevos tiempos" (15 de octubre de 2021):
https://heraldodemexico.com.mx/opinion/2021/10/15/musica-nueva-para-nuevos-tiempos-344683.html
16.  “20 años de escuchar en armonía” (29 de octubre de 2021):
https://heraldodemexico.com.mx/opinion/2021/10/29/20-anos-de-escuchar-en-armonia-348903.html
17.  “Dvorák, hacia un nuevo mundo y una nueva época” (26 de noviembre de 2021)
https://heraldodemexico.com.mx/opinion/2021/11/26/dvorak-hacia-un-nuevo-mundo-una-nueva-epoca-357304.html
18.  "El canto eterno de la gran música" (31 de diciembre de 2021)
https://heraldodemexico.com.mx/opinion/2021/12/31/el-canto-eterno-de-la-gran-musica-366192.html
19.  “Hoy, artistas y público somos otros” (25 de febrero de 2022)
https://heraldodemexico.com.mx/opinion/2022/2/25/hoy-artistas-publico-somos-otros-381970.html
20.  “La mitología irreconciliable de Occidente” (Primera parte) (18 de marzo de 2022)
https://heraldodemexico.com.mx/opinion/2022/3/18/la-mitologia-irreconciliable-de-occidente-primera-parte-388175.html
21.  “La mitología irreconciliable de Occidente” (Segunda parte) (1 de abril de 2022)
https://heraldodemexico.com.mx/opinion/2022/4/1/la-mitologia-irreconciliable-de-occidente-segunda-parte-392211.html
22.  “Formar directores de orquesta” (13 de mayo de 2022)
https://heraldodemexico.com.mx/opinion/2022/5/13/formar-directores-de-orquesta-404208.html
23.  “Una temporada memorable” (17 de junio de 2022)
https://heraldodemexico.com.mx/opinion/2022/6/17/una-temporada-memorable-414391.html
24.  “La felicidad es una Eurídice” (Primera Parte) (1 de julio de 2022)
https://heraldodemexico.com.mx/opinion/2022/7/1/la-felicidad-es-una-euridice-primera-parte-418276.html
25.  “La felicidad es una Eurídice” (Segunda Parte) (15 de julio de 2022)
https://heraldodemexico.com.mx/opinion/2022/7/15/la-felicidad-es-una-euridice-segunda-parte-422186.html
26.  “La condición metamoderna” (primera entrega) (14 de octubre de 2022)
https://heraldodemexico.com.mx/opinion/2022/10/14/la-condicion-metamoderna-primera-entrega-448458.html
27.  “La condición metamoderna” (segunda parte) (4 de noviembre de 2022)
https://heraldodemexico.com.mx/opinion/2022/11/4/la-condicion-metamoderna-segunda-parte-454587.html
28.  “La condición metamoderna” (última entrega) (18 de noviembre de 2022)
https://heraldodemexico.com.mx/opinion/2022/11/18/la-condicion-metamoderna-ultima-entrega-458703.html
29.  “Finaliza un año de logros sonoros” (30 de diciembre de 2022)
https://heraldodemexico.com.mx/opinion/2022/12/30/finaliza-un-ano-de-logros-sonoros-469772.html
30.  “La permanencia de la alegría” (20 de enero de 2023)
https://heraldodemexico.com.mx/opinion/2023/1/20/la-permanencia-de-la-alegria-474904.html

## Otros proyectos

### Orquesta Sinfónica Sinaloa de las Artes
Desde 2017 hasta 2023, fue director artístico de la Orquesta Sinfónica Sinaloa de las Artes (OSSLA), conformando un proyecto de atracción de nuevos públicos y consolidación de esta agrupación, que durante su dirección cumplió 20 años de existencia.

### Orquesta Sinfónica de Michoacán

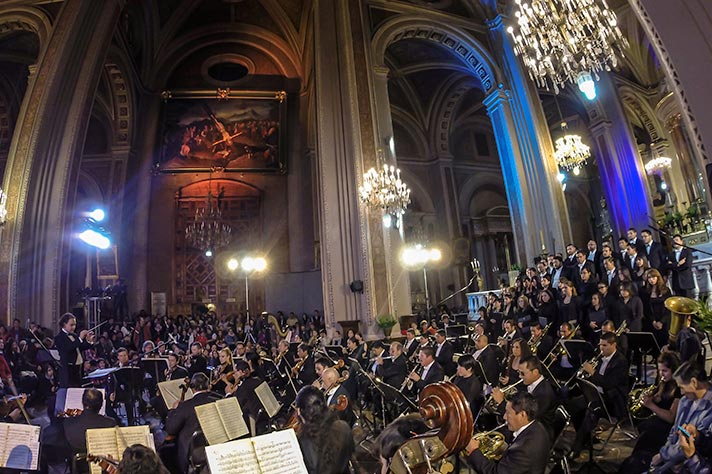
Concierto sinfónico coral en Catedral de Morelia, OSIDEM, 2012

Desde agosto del 2012 hasta octubre de 2015, se desempeñó como director de la Orquesta Sinfónica de Michoacán (OSIDEM), nombrado ganador por concurso nacional, llevando a dicha agrupación a constituirse como una de las orquestas más dinámicas a nivel nacional.
Durante este período la Orquesta Sinfónica de Michoacán ofreció 113 conciertos sinfónicos en 19 ciudades del país, recibiendo a cerca de cien mil asistentes y dando estreno absoluto a 34 obras y estreno en México a 11 obras más, además de rescatar y estrenar piezas del repertorio nacional tradicional y contemporáneo tales como el poema sinfónico Diluvio de fuego, del michoacano Paulino Paredes (1913-1957).
La Orquesta recibió a 121 solistas y 21 directores, todos ellos provenientes de 17 países del mundo.

### Ensamble Nuevo de México

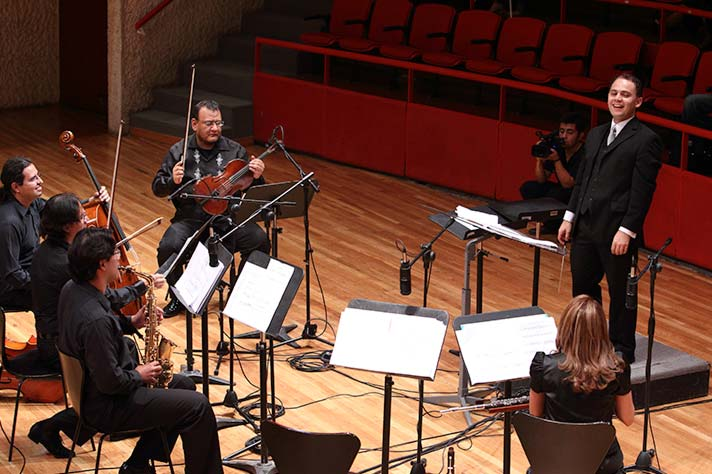
Ensamble Nuevo de México, 2009.

A su regreso de Europa, en 2009, fundó el Ensamble Nuevo de México, en el que durante 3 años realizó cerca de 50 estrenos más de compositores mexicanos. Con esta agrupación realizó una "enciclopedia sonora": más de 20 miniaturas sinfónicas de igual de compositores mexicanos vivos, todas de un minuto de duración, encargados a diversas generaciones de compositores de su país.
Desde noviembre de 2009 el Ensamble ha realizado 48 estrenos mundiales de 39 compositores mexicanos radicados en diversas partes del mundo. Dichas obras, escritas expresamente para el Ensamble Nuevo de México y su director y fundador Miguel Del Real son el resultado de la colaboración directa entre creadores y ejecutantes.
Conformado por solistas, asiduos músicos de cámara y miembros evisions de sección de diversas orquestas sinfónicas del país, el Ensamble Nuevo de México, busca abordar, primordialmente, obras de estreno de autores vivos, que a través de una colaboración conjunta entre compositores e intérpretes coadyuven a la construcción de un repertorio tanto nuevo como innovador y a su materialización artística por medio de la ejecución más auténtica.

### Foro Internacional de Música Nueva "Manuel Enríquez"

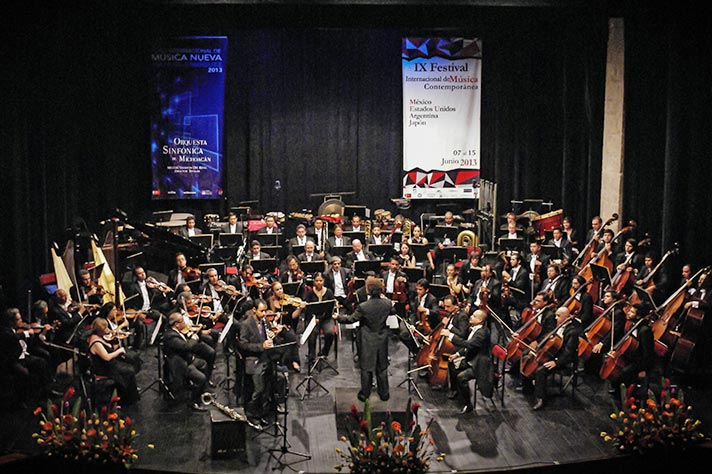
Concierto en el Foro Internacional de Música Nueva ‘Manuel Enríquez’, 2010.

En 2010 fue coordinador de programación (2010 y 2011) del Foro Internacional de Música Nueva “Manuel Enríquez”, auspiciado por el INBA, docente (Orquestación, Fuga, teoría de la música y prácticas orquestales y corales) en instituciones como el Centro de Investigación y Estudios de la Música, la Escuela Superior de Música y el Tecnológico de Monterrey, Campus Ciudad de México. Así mismo, tomó parte en el Centro de Investigación y Documentación e Información Musical “Carlos Chávez” y la Universidad Autónoma Metropolitana.

## Como director invitado
Como director invitado ha dirigido a las siguientes orquestas y filarmónicas:
En Europa:
- Warmia and Mazury Philharmonic Orchestra (Polonia, 2016)[19]
- Kalisz Philharmonic (Polonia, 2015)[20]
- Trier Philharmonic (Alemania, 2014)[20]
- Voronezh Symphony Orchestra (Rusia, 2014)[21]
- Opole Philharmonic (Polonia, 2014)[22]
- Gaia Philharmonic (Portugal, 2014)[23]
- Janacek Philharmonic Ostrava (República Checa, 2007)[24]
- l'Orchestre d'Auvergne (Francia, 2007)[22]
- l'Orchestre et Choeur du Conservatoire de Paris (Francia, 2007 y 2008)[22]
- Court Circuit Ensemble (Francia 2007)
- London Steve Reich Ensemble (Reino Unido 2006)
- Ensemble Cosmopolitano (Alemania, 2003)
- Nederlandse Nieuwe Muziek Groep (Países Bajos, de 2003 a 2006)

En México:
- Sinfónica de Xalapa (2016)[25][26]
- Camerata de Coahuila (2015)
- Orquesta Escuela Carlos Chávez (2014)
- Orquesta Sinfónica de San Luis Potosí (2013)
- Orquesta de la Universidad de Guanajuato (2013 y 2015)
- Orquesta Sinfónica Juvenil Carlos Chávez (2012 y 2013)
- Orquesta Sinfónica Sinaloa de las Artes (2012 y 2014)
- Orquesta Filarmónica de Jalisco (2012, 2014 y 2015)
- Orquesta Sinfónica de Coyoacán (2010 y 2011)
- Orquesta Sinfónica de Puebla (2010 y 2011)[27]
- Orquesta Juvenil de Zacatecas (2009 y 2009)
- Orquesta Sinfónica de la Escuela Superior de Música (conciertos varios entre 2009 y 2011)
- Orquesta Filarmónica de Sonora (2009)
- Orquesta de la Universidad de Hidalgo (2007, 2009 y 2012)
- Orquesta Filarmónica de Jalisco (2015)

Posterior a su éxito en 2014 como director huésped de prestigiadas orquestas de Rusia, Polonia, Portugal y Alemania, esta última donde obtuvo el éxito más resonante, ya que el público del teatro de Trier lo hizo regresar al podio con sus ovaciones hasta en cuatro ocasiones, Salmon Del Real fue invitado a dirigir la Orquesta Filarmónica de Kalisz, Polonia, en octubre de 2015, donde presentó dos obras de autores mexicanos: la “Segunda Sinfonía”, de Carlos Chávez (1899-1978), y “Sensemayá”, de Silvestre Revueltas (1899-1940), además de la Obertura-Fantasía “Romeo y Julieta”, de Piotr Illich Chaikovski (1840-1893); “Peer Gynt, suite No. 1”, de Edvar Grieg (1843-1907), y “Finlandia”, en ocasión del bicentenario de Jean Sibelius (1865-1957).
El 5 de febrero de 2016 dirigió la Orquesta Filarmónica de Olsztyn, Polonia, en donde presentará música de Chaikovski y de Revueltas; así como en México, en donde el 4 de marzo dirigió distintas Sinfonías Latinas en el Centro Cultural Tlaqná, con piezas de Aldemaro Romero, Astor Piazzolla, Ricardo Castro, José Pablo Moncayo y otros más.